# أثل سنغالي
الأثل السنغالي (الاسم العلمي Tamarix senegalensis) شجيرة من فصيلة الطرفاوية، يصل ارتفاعها 2-3 م الأفرع غزيرة متدلية
خضراء باهتة، والأوراق متبادلة مثلثة الشكل حادة القمة ذات غدد. والأزهار حمراء إلى بيضاء وفي نورات
طرفية، وينتشر هذه النوع في الإقاليم الساحلية في السنغال وغامبيا وموريتانيا وتشاد والنيجر.